# Ervin Dér
Ervin Dér (Orosháza, 11 de janeiro de 1956 – 16 de janeiro de 2024) foi um ciclista húngaro que competiu no ciclismo nos Jogos Olímpicos de Verão de 1980, representando a Hungria.

## Morte
Dér morreu no dia 16 de janeiro de 2024, aos 68 anos.